# Chết đói
Chết đói là một sự thiếu hụt nghiêm trọng trong việc tiêu thụ năng lượng calo, dưới mức cần thiết để duy trì sự sống của một sinh vật. Đó là hình thức suy dinh dưỡng cực đoan nhất. Ở người, đói kéo dài có thể gây tổn thương nội tạng vĩnh viễn  và cuối cùng là tử vong. Đói cũng có thể được sử dụng như một phương tiện tra tấn hoặc xử tử.
Theo Tổ chức Y tế Thế giới, nạn đói là mối đe dọa nghiêm trọng nhất đối với sức khỏe cộng đồng thế giới. WHO cũng tuyên bố rằng suy dinh dưỡng là nguyên nhân lớn nhất dẫn đến tử vong ở trẻ em, hiện diện trong một nửa số trường hợp.  Suy dinh dưỡng là yếu tố góp phần gây ra cái chết của 3,1 triệu trẻ em dưới 5 tuổi mỗi năm. Các số liệu về nạn đói thực tế rất khó xảy ra, nhưng theo Tổ chức Lương thực và Nông nghiệp, tình trạng thiếu dinh dưỡng ít nghiêm trọng hiện đang ảnh hưởng đến khoảng 842 triệu người, tương đương khoảng một phần tám (12,5%) dân số thế giới.
Dạ dày bị đầy hơi đại diện cho một dạng suy dinh dưỡng được gọi là kwashiorkor. Cơ chế sinh lý bệnh chính xác của kwashiorkor là không rõ ràng, vì ban đầu nó được cho là liên quan đến chế độ ăn nhiều carbohydrat (ví dụ như ngô) nhưng ít protein. Trong khi nhiều bệnh nhân có lượng albumin thấp, điều này được cho là hậu quả của tình trạng này. Các nguyên nhân có thể như ngộ độc aflatoxin, stress oxy hóa, rối loạn miễn dịch và thay đổi hệ vi sinh vật đường ruột đã được đề xuất. Điều trị có thể giúp giảm thiểu các triệu chứng như giảm cân trong hình và lãng phí cơ bắp, tuy nhiên việc phòng ngừa là vô cùng quan trọng.

## Dấu hiệu và triệu chứng

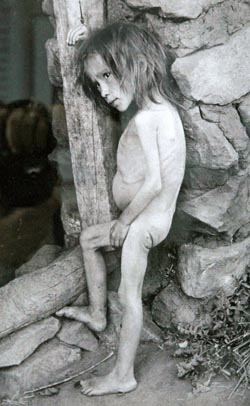
Bé gái Nga bị đói trong nạn đói Nga năm 1921

Các triệu chứng ban đầu bao gồm bốc đồng, khó chịu và hiếu động. Bệnh teo dạ dày làm suy yếu nhận thức về cơn đói, vì nhận thức được kiểm soát bởi khối lượng của dạ dày trống rỗng. Các cá nhân bị đói sẽ mất chất béo đáng kể (mất mô mỡ) và khối lượng cơ bắp khi cơ thể phá hủy các mô này để lấy năng lượng. Quá trình dị hóa là quá trình cơ thể phá vỡ cơ bắp của chính nó và các mô khác để giữ cho các hệ thống quan trọng như hệ thống thần kinh và cơ tim hoạt động. Sự thiếu hụt năng lượng vốn có trong nạn đói gây ra sự mệt mỏi và khiến nạn nhân lãnh đạm hơn theo thời gian. Khi người đói trở nên quá yếu để di chuyển hoặc thậm chí để ăn, sự tương tác của họ với thế giới xung quanh giảm dần. Ở nữ giới, kinh nguyệt chấm dứt khi tỷ lệ mỡ cơ thể quá thấp để hỗ trợ thai nhi.
Nạn nhân của nạn đói thường quá yếu để cảm thấy khát, và do đó bị mất nước. Tất cả các chuyển động trở nên đau đớn do teo cơ và da khô và bị nứt nẻ do mất nước nghiêm trọng. Với một cơ thể suy yếu, bệnh tật là phổ biến. Nấm, ví dụ, thường phát triển dưới thực quản, làm cho nuốt khó khăn. Thiếu vitamin cũng là kết quả phổ biến của tình trạng đói, thường dẫn đến thiếu máu, bệnh beriberi, bệnh nấm và bệnh scurvy. Những bệnh này cũng có thể gây ra tiêu chảy, nổi mẩn da, phù và suy tim. Kết quả là các cá nhân thường dễ cáu kỉnh và thờ ơ.